# Caecilia leucocephala
Espèce
Statut de conservation UICN

 LC  : Préoccupation mineure
Caecilia leucocephala est une espèce de gymnophiones de la famille des Caeciliidae.

## Répartition
Cette espèce se rencontre à basse altitude :
- dans l'extrême Sud-Est du Panama ;
- dans l'ouest de la Colombie ;
- dans le nord-ouest de l'Équateur.

## Publication originale
- Taylor, 1968 : The Caecilians of the World: A Taxonomic Review. Lawrence, University of Kansas Press.